# Gatstensklassiker
Gatstensklassiker är en benämning som används om ett antal landsvägslopp i cykling, men vilka lopp som anses ingå varierar och någon definition finns inte. Det loppen har gemensamt är att de innehåller partier med gatsten (ofta av dålig kvalitet), kallade pavéer, går under våren i Belgien och norra Frankrike och har avhållits länge nog för att betraktas som "klassiker". De tre lopp som alltid räknas dit är de båda monumenten Paris–Roubaix (första upplaga 1896) och Flandern runt (1913), samt Gent–Wevelgem (1934). E3 Saxo Bank Classic (första upplaga 1958) ingår vanligen som ett fjärde lopp. Därtill kan även lopp som Scheldeprijs (1907), Ronde van Limburg (1919), Nokere Koerse (1944), Dwars door Vlaanderen (1945), Omloop Het Nieuwsblad (1945), Kuurne–Bryssel–Kuurne (1945), Grand Prix de Denain (1959), Brabantse Pijl (1961), Le Samyn (1968) och Classic Brugge-De Panne (1977) mer eller mindre ofta ses omnämnda bland gatstensklassikerna.

## De "fyra stora"
Nedan listas segrarna i de fyra tävlingar, som oftast räknas som gatstensklassiker, sedan 1958, då första upplagan av E3 Saxo Bank Classic (då kallat Harelbeke-Antwerpen-Harelbeke) avhölls. Gent–Wevelgem, Flandern runt och Paris–Roubaix körs tre söndagar i rad kring månadsskiftet mars/april (Flandern runt går vanligtvis den första söndagen i april) och E3 Saxo Bank Classic körs på fredagen före Gent–Wevelgem (på de två mellanliggande onsdagarna körs dessutom Dwars door Vlaanderen respektive Scheldeprijs, varför de ganska ofta "slinker in" på listan över gatstensklassiker).
| År   | E3 Saxo Bank Classic | Gent–Wevelgem            | Flandern runt        | Paris–Roubaix           |
| 1958 | Armand Desmet        | Noël Foré                | Germain Derycke      | Leon Van Daele          |
| 1959 | Norbert Kerckhove    | Leon Van Daele           | Rik Van Looy         | Noël Foré               |
| 1960 | Daniel Doom          | Frans Aerenhouts         | Arthur Decabooter    | Pino Cerami             |
| 1961 | Arthur Decabooter    | Frans Aerenhouts         | Tom Simpson          | Rik Van Looy            |
| 1962 | André Messelis       | Rik Van Looy             | Rik Van Looy         | Rik Van Looy            |
| 1963 | Noël Foré            | Benoni Beheyt            | Noël Foré            | Emile Daems             |
| 1964 | Rik Van Looy         | Jacques Anquetil         | Rudi Altig           | Peter Post              |
| 1965 | Rik Van Looy         | Noël De Pauw             | Jo de Roo            | Rik Van Looy            |
| 1966 | Rik Van Looy         | Herman Van Springel      | Edward Sels          | Felice Gimondi          |
| 1967 | Willy Bocklandt      | Eddy Merckx              | Dino Zandegù         | Jan Janssen             |
| 1968 | Jaak De Boever       | Walter Godefroot         | Walter Godefroot     | Eddy Merckx             |
| 1969 | Rik Van Looy         | Willy Vekemans           | Eddy Merckx          | Walter Godefroot        |
| 1970 | Daniel Van Ryckeghem | Eddy Merckx              | Eric Leman           | Eddy Merckx             |
| 1971 | Roger De Vlaeminck   | Georges Pintens          | Evert Dolman         | Roger Rosiers           |
| 1972 | Hubert Hutsebaut     | Roger Swerts             | Eric Leman           | Roger De Vlaeminck      |
| 1973 | Willy In 't Ven      | Eddy Merckx              | Eric Leman           | Eddy Merckx             |
| 1974 | Herman Van Springel  | Barry Hoban              | Cees Bal             | Roger De Vlaeminck      |
| 1975 | Frans Verbeeck       | Freddy Maertens          | Eddy Merckx          | Roger De Vlaeminck      |
| 1976 | Walter Planckaert    | Freddy Maertens          | Walter Planckaert    | Marc Demeyer            |
| 1977 | Dietrich Thurau      | Bernard Hinault          | Roger De Vlaeminck   | Roger De Vlaeminck      |
| 1978 | Freddy Maertens      | Ferdi van den Haute      | Walter Godefroot     | Francesco Moser         |
| 1979 | Jan Raas             | Francesco Moser          | Jan Raas             | Francesco Moser         |
| 1980 | Jan Raas             | Henk Lubberding          | Michel Pollentier    | Francesco Moser         |
| 1981 | Jan Raas             | Jan Raas                 | Hennie Kuiper        | Bernard Hinault         |
| 1982 | Jan Bogaert          | Frank Hoste              | René Martens         | Jan Raas                |
| 1983 | William Tackaert     | Léo van Vliet            | Jan Raas             | Hennie Kuiper           |
| 1984 | Bert Oosterbosch     | Guido Bontempi           | Johan Lammerts       | Sean Kelly              |
| 1985 | Phil Anderson        | Eric Vanderaerden        | Eric Vanderaerden    | Marc Madiot             |
| 1986 | Eric Vanderaerden    | Guido Bontempi           | Adrie van der Poel   | Sean Kelly              |
| 1987 | Eddy Planckaert      | Teun van Vliet           | Claude Criquielion   | Eric Vanderaerden       |
| 1988 | Guido Bontempi       | Sean Kelly               | Eddy Planckaert      | Dirk Demol              |
| 1989 | Eddy Planckaert      | Gerrit Solleveld         | Edwig Van Hooydonck  | Jean Marie Wampers      |
| 1990 | Søren Lilholt        | Herman Frison            | Moreno Argentin      | Eddy Planckaert         |
| 1991 | Olaf Ludwig          | Djamolidine Abdoujaparov | Edwig Van Hooydonck  | Marc Madiot             |
| 1992 | Johan Museeuw        | Mario Cipollini          | Jacky Durand         | Gilbert Duclos-Lassalle |
| 1993 | Mario Cipollini      | Mario Cipollini          | Johan Museeuw        | Gilbert Duclos-Lassalle |
| 1994 | Andrei Tchmil        | Wilfried Peeters         | Gianni Bugno         | Andrei Tchmil           |
| 1995 | Bart Leysen          | Lars Michaelsen          | Johan Museeuw        | Franco Ballerini        |
| 1996 | Carlo Bomans         | Tom Steels               | Michele Bartoli      | Johan Museeuw           |
| 1997 | Hendrik Van Dyck     | Philippe Gaumont         | Rolf Sørensen        | Frédéric Guesdon        |
| 1998 | Johan Museeuw        | Frank Vandenbroucke      | Johan Museeuw        | Franco Ballerini        |
| 1999 | Peter van Petegem    | Tom Steels               | Peter van Petegem    | Andrea Tafi             |
| 2000 | Sergej Ivanov        | Geert Van Bondt          | Andrei Tchmil        | Johan Museeuw           |
| 2001 | Andrei Tchmil        | George Hincapie          | Gianluca Bortolami   | Servais Knaven          |
| 2002 | Dario Pieri          | Mario Cipollini          | Andrea Tafi          | Johan Museeuw           |
| 2003 | Steven de Jongh      | Andreas Klier            | Peter van Petegem    | Peter van Petegem       |
| 2004 | Tom Boonen           | Tom Boonen               | Steffen Wesemann     | Magnus Bäckstedt        |
| 2005 | Tom Boonen           | Nico Mattan              | Tom Boonen           | Tom Boonen              |
| 2006 | Tom Boonen           | Thor Hushovd             | Tom Boonen           | Fabian Cancellara       |
| 2007 | Tom Boonen           | Marcus Burghardt         | Alessandro Ballan    | Stuart O'Grady          |
| 2008 | Kurt Asle Arvesen    | Óscar Freire             | Stijn Devolder       | Tom Boonen              |
| 2009 | Filippo Pozzato      | Edvald Boasson Hagen     | Stijn Devolder       | Tom Boonen              |
| 2010 | Fabian Cancellara    | Bernhard Eisel           | Fabian Cancellara    | Fabian Cancellara       |
| 2011 | Fabian Cancellara    | Tom Boonen               | Nick Nuyens          | Johan Vansummeren       |
| 2012 | Tom Boonen           | Tom Boonen               | Tom Boonen           | Tom Boonen              |
| 2013 | Fabian Cancellara    | Peter Sagan              | Fabian Cancellara    | Fabian Cancellara       |
| 2014 | Peter Sagan          | John Degenkolb           | Fabian Cancellara    | Niki Terpstra           |
| 2015 | Geraint Thomas       | Luca Paolini             | Alexander Kristoff   | John Degenkolb          |
| 2016 | Michał Kwiatkowski   | Peter Sagan              | Peter Sagan          | Mathew Hayman           |
| 2017 | Greg Van Avermaet    | Greg Van Avermaet        | Philippe Gilbert     | Greg Van Avermaet       |
| 2018 | Niki Terpstra        | Peter Sagan              | Niki Terpstra        | Peter Sagan             |
| 2019 | Zdeněk Štybar        | Alexander Kristoff       | Alberto Bettiol      | Philippe Gilbert        |
| 2020 | inställt             | Mads Pedersen            | Mathieu van der Poel | inställt                |
| 2021 | Kasper Asgreen       | Wout van Aert            | Kasper Asgreen       | Sonny Colbrelli         |
| 2022 | Wout van Aert        | Biniam Girmay            | Mathieu van der Poel | Dylan van Baarle        |
| 2023 | Wout van Aert        | Christophe Laporte       | Tadej Pogačar        | Mathieu van der Poel    |
| 2024 | Mathieu van der Poel | Mads Pedersen            | Mathieu van der Poel | Mathieu van der Poel    |
| 2025 | Mathieu van der Poel | Mads Pedersen            | Tadej Pogačar        | Mathieu van der Poel    |
| År   | E3 Saxo Bank Classic | Gent–Wevelgem            | Flandern runt        | Paris–Roubaix           |

Tom Boonen är (2025) den som vunnit flest gånger i de fyra loppen ovan, femton stycken, medan Rik Van Looy vunnit tolv, Fabian Cancellara nio och Eddy Merckx, Johan Museeuw och Mathieu van der Poel åtta var. Boonen är den ende som vunnit alla fyra loppen samma år, vilket han gjorde 2012. Vunnit alla loppen minst en gång under karriären har även Noël Foré (fick "fullt hus" 1963), Rik Van Looy (1964), Jan Raas (1982), Eric Vanderaerden (1987) och Peter Sagan (2018) gjort (Boonen blev "klar" 2005). Noterbart är även att Eddy Merckx inte vann E3 Harelbeke (som loppet då kallades) en enda gång på sex försök (tvåa 1973 och trea 1972) och därigenom inte står med på listan (Mercx avskydde gatsten).